# Cazzu
Julieta Emilia Cazzuchelli (Fraile Pintado, Jujuy, 16 de diciembre de 1993), conocida como Cazzu, es una cantante y  compositora argentina. Su música abarca diversos estilos y géneros musicales como el trap, R&B, y reguetón.
Se dio a conocer en 2017 gracias a su álbum debut, Maldade$, y el mismo año consiguió mayor notabilidad al colaborar en la canción «Loca», junto a Khea y Duki.

## Primeros años
Nació el 16 de diciembre de 1993 en el municipio de Fraile Pintado, en el Departamento Ledesma de la provincia de Jujuy, en el noroeste de Argentina, muy cerca de la frontera entre Argentina y Bolivia. Creció con sus padres y su hermana Florencia. Comenzó a cantar a los once años dentro del repertorio del folklore argentino en bares y fiestas de su provincia natal, animada por su padre, mientras su hermana participaba en concursos de canto o fiestas del colegio, incentivada por sus profesores.Su interés por la música fue creciendo, empezando a experimentar en la escuela y formando parte de algunas bandas de géneros varios.Cuando terminó el colegio comenzó a estudiar cine en la ciudad de San Miguel de Tucumán, capital de la provincia de Tucumán. Posteriormente se mudó a la provincia de Buenos Aires con el propósito de estudiar diseño multimedia, aunque su objetivo principal era la música. Empezó su carrera musical en la cumbia argentina, bajo el nombre artístico de Juli-K, género que por diversas circunstancias decidió dejar de lado.

## Carrera

### 2017-2018:Maldade$
Comenzó en 2017 como Cazzu con los sencillos «Más» y «Killa», con el productor Cristian Kris, que precedieron a su álbum debut. Además, hizo colaboraciones con Klan y con La Joaqui, una de las pioneras del género en Argentina.
En octubre de ese mismo año, lanzó su álbum debut, Maldade$, de 10 sencillos y éxitos como «Hello Bitches», «R.I.P», «Maldade$», entre otros, es una mezcla de trap, reguetón y R&B romántico, hipnóticamente cantado, presenta una fantasía de ella misma. Este álbum fue el primer proyecto de la cantante y uno de los que impulsó su reconocimiento en la escena. También fue el primer álbum de trap latino interpretado por una mujer en la historia de Argentina.
En el año 2018, participó en el remix del tema  «Loca», junto a Khea, Duki y Bad Bunny. Este sencillo no solamente obtuvo millones de reproducciones en YouTube y Spotify sino que también es conocido como el tema que abrió el camino internacional a la escena de la música urbana en Argentina.

### 2019:Error 93

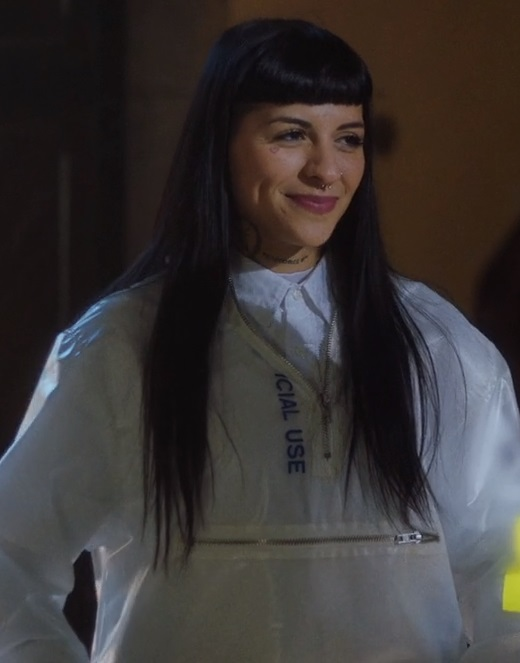
Cazzu fotografiada por Spotify en 2019.

Previo a su segundo álbum de estudio, lanzó temas como  «Mi Cubana (remix)», «Gas Montana (remix)», «Cowboy», entre otros. Además de las colaboraciones locales e internacionales, también participó en dos de los tres shows que ofreció Bad Bunny en el Luna Park. El 3 de junio de 2019, sacó su segundo álbum de estudio, Error 93, bajo el sello discográfico Rimas Entertainment. Junto a él publicó el videoclip de «Visto a las 00:00», primer sencillo de este trabajo. Suzy Exposito, de la revista Rolling Stone internacional destacó lo surreal de su video musical.
El álbum se presentó por primera vez en Buenos Aires, donde agotó sus dos shows en el Teatro Ópera, el 29 de agosto y 1 de septiembre. Debido al éxito en las ventas y a pedido del público, agregó una nueva función el 2 de septiembre. Luego de agotar las tres funciones en el Teatro Ópera, comenzó un tour en el que recorrió la mayoría de las provincias del país. También mientras estaba de gira, en el mes de diciembre de ese mismo año, estrenó su último videoclip del álbum, de título «Mentiste».
El sencillo «Nada» que se desprende del mismo álbum con la participación de Rauw Alejandro, Dalex y Lyanno supero los 500 millones de reproducciones en YouTube.

### 2020-2021:Bonus TrapyUna niña inútil
A principios del 2020 se presentó por primera vez en el Cosquín Rock, el festival más grande de Argentina, frente a más de 65.000 personas. A mediados de abril lanzó Bonus Trap, el EP que culmina el ciclo de lo que fue su disco Error 93. Su primer sencillo «Bounce», define el sonido trap que la representa. «Esquina», el segundo sencillo fue en colaboración con Noriel y Eladio Carrión, seguido de «Me prefiere a mí», que cuenta con la colaboración de Myke Towers.
Tras el lanzamiento de su EP, formó parte del fenómeno del productor argentino Bizarrap, estrenando la Music Sessions #32, convirtiéndose en la segunda artista femenina en participar, luego de Nicki Nicole.
Lanzó su tercer álbum de estudio Una niña inútil, el cual explora música dentro del estilo R&B, inspirado por los poemas de la escritora argentina Alfonsina Storni. El álbum cuenta con 7 temas de las cuales 2 son colaboraciones y cada canción se titula como uno de los poemas de la Alfonsina. «Miedo» se lanzó como sencillo de este álbum. El disco fue publicitado por Spotify en las pantallas de Times Square, mítico espacio en Nueva York. Obtuvo una nominación en la categoría Mejor Artista Nuevo en los Latin Grammy de 2020.
Formó parte de los coachs invitados en La Voz Argentina para Telefe. En febrero de ese mismo año lanzó «C14TORCE IV», una saga de sencillos que viene sacando todos los 14 de febrero del 2018. También lanzó «Turra» junto al DJ Alan Gómez y presentó en vivo su álbum Una niña inútil. Más tarde, en junio, lanzaría «Dime Dónde» con Justin Quiles.

### 2022-presente:Nena Trampa, Deluxey shows
En mayo del 2022 lanza su cuarto álbum de estudio Nena Trampa  el cual posee ritmos urbanos como drill, reggaetón y un trap lento en el que acompaña la canción «Los hombres no lloran» que toca temas maduros y poco comentados como la sensibilidad masculina; pero a su vez presenta acercamientos con otros estilos como el folclore, esto se puede observar en la canción «Piénsame», en esa pieza musical la compositora argentina plasma su sentir del amor, agregando que la temática del álbum está inspirada por la enigmática viuda negra (esto contado por ella para Rolling Stone) .

La salida de ese álbum trajo consigo su gira: Nena Trampa Tour en la cual no solo logró un sold-out en el icónico recinto Luna Park de Buenos Aires, Argentina, sino también una gira que recorrió provincias de su natal país como Tucumán, Rosario, Salta, Santa Fe, Bariloche, Quilmes y Córdoba. También se presentó con la misma en países como en Montevideo, Uruguay y Guadalajara, Ciudad de México, Monterrey en México.

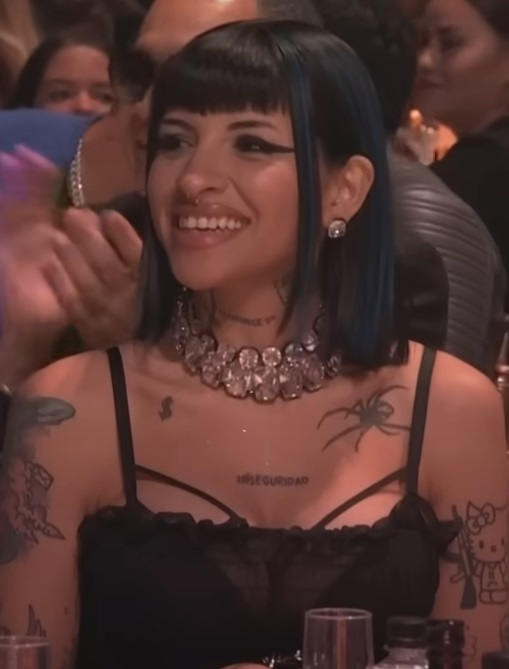
Cazzu en Premios Lo Nuestro, año 2023

A principios de 2023 sorprende con el anuncio de una presentación en el Movistar Arena de Buenos Aires, Argentina.
Iniciando el mes de febrero es captada en la Ciudad de México en especifico en el famoso barrio de Tepito grabando junto a Los Ángeles Azules y Santa Fe Klan el videoclip que lanzarían en el mes de marzo. La canción fue lanzada el 9 de marzo de 2023 con el título de «Tu y Tu», la cual se volvería un éxito.
Comenzando el mes de abril anunció el lanzamiento de un Deluxe de su álbum Nena Trampa, el cual además de incluir las canciones pertenecientes al catálogo, también incluye dos nuevas versiones: la primera de la canción «Los hombres no lloran» en versión Orquesta y la segunda canción «Piénsame» en versión Mariachi. Sumado a ello contiene colaboraciones con Young Miko en «Brinca»  y con La Joaqui en «Glock». Posterior a ello y con el anuncio de su maternidad se presentaría embarazada con su gira Nena Trampa Tour en Guatemala y Chile. A finales de ese año participó en el show de Alicia Keys en Buenos Aires, Argentina.

## Influencias
Cazzu ha afirmado que entre los artistas que han influido en su estilo musical se encuentran Jeremih, siendo uno de sus favoritos a nivel de composición métrica y de estilos, a pesar de que no se abarque en el R&B de lleno. También ha nombrado en varias ocasiones a otros artistas, como Daddy Yankee, Ivy Queen, Wisin & Yandel entre otros más del género Reguetón, que han mutado a lo largo de sus carreras y aún se mantienen vigentes. 
Fuera del género urbano, Cazzu reveló sentir gran admiración por la cantante canadiense Avril Lavigne, diciendo que «De chica, me iba a la casa de una amiga y veíamos canales de música en la tele. Ahí empecé a abrir la cabeza porque si bien en mi casa siempre hubo mucha música, lo que más se escuchaba era folclore. Cuando descubrí a Avril Lavigne generó una revolución en mi cabeza. Ella era todo lo que yo podía esperar de una chica».

## Otros proyectos
La cantante ha sido portada de diversas revistas como Rolling Stone, Vogue, Billboard, Elle, Playboy, L´officiel y muchas más. En diciembre de 2022, Cazzu y otros artistas hacen una colaboración junto a la cerveza Brahma.
Ha sido partícipe en la Semana de la Moda de París en sus ediciones del 2023 y 2024. Colabora en grandes eventos de firmas como Vogue México y Latinoamérica en su gala de día de muertos y presencia en grandes eventos musicales.

## Vida personal
En agosto de 2022 se hizo pública su relación con el cantante mexicano Christian Nodal a quien conoció en febrero/marzo de ese mismo año.
En abril de 2023 durante un concierto en Buenos Aires, anunció que estaba embarazada. Se convertiría en madre de una niña llamada Inti (Sol en la Mitología incaica) el 14 de septiembre de 2023, en Argentina. En mayo de 2024 González Nodal y Cazzuchelli anunciaron su separación.

## Discografía
| Álbumes de estudio - 2017: Maldade$ - 2019: Error 93 - 2022: Nena trampa - 2025: Latinaje | EP - 2020: Bonus trap - 2020: Una niña inútil |

## Premios y nominaciones
| Premio                           | Año  | Categoría                                    | Trabajo nominado                                     | Resultado | Ref.          |
| -------------------------------- | ---- | -------------------------------------------- | ---------------------------------------------------- | --------- | ------------- |
| Billboard Argentina              | 2018 | Artista femenina en crecimiento nacional     | Cazzu                                                | Ganadora  | [ 43 ]        |
| Billboard Argentina              | 2018 | Mejor solista femenina nacional              | Cazzu                                                | Nominada  | [ 44 ]        |
| Billboard Argentina              | 2018 | Mejor canción nacional                       | «Nave»                                               | Nominada  | [ 45 ]        |
| Billboard Argentina              | 2019 | Mejor canción nacional                       | «Tumbando el club (remix)»                           | Ganadora  | [ 46 ]        |
| Latin Music Italian Awards       | 2020 | Mejor artista femenina latina                | Cazzu                                                | Nominada  | [ 47 ]        |
| Latino Music Awards              | 2025 | Mejor artista femenina de música pop urbano  | Cazzu                                                | Ganadora  | [ 48 ]        |
| MTV Europe Music Awards          | 2019 | Mejor artista latinoamericano sur            | Cazzu                                                | Nominada  | [ 49 ]        |
| MTV Europe Music Awards          | 2020 | Mejor artista latinoamericano sur            | Cazzu                                                | Nominada  | [ 50 ]        |
| Premios BAMV Fest                | 2020 | Sci fi                                       | «Mucha data»                                         | Nominada  | [ 51 ] [ 52 ] |
| Premios BAMV Fest                | 2020 | Video del año                                | «Mucha data»                                         | Nominada  | [ 51 ] [ 52 ] |
| Premios BAMV Fest                | 2020 | Video del año                                | «Rangos II»                                          | Nominada  | [ 51 ] [ 52 ] |
| Premios BAMV Fest                | 2020 | Mejor dirección                              | «Rangos II»                                          | Ganadora  | [ 51 ] [ 52 ] |
| Premios BAMV Fest                | 2020 | Delirio                                      | «Rangos II»                                          | Nominada  | [ 51 ] [ 52 ] |
| Premios BAMV Fest                | 2020 | Video favorito                               | «Nada» (con Rauw Alejandro, Dalex y Lyanno)          | Nominada  | [ 51 ] [ 52 ] |
| Premios BAMV Fest                | 2020 | Video urbano                                 | «After Hour» (con C.R.O)                             | Nominada  | [ 51 ] [ 52 ] |
| Premios BAMV Fest                | 2021 | Video urbano                                 | «Turra» (con Alan Gómez)                             | Nominada  | [ 53 ]        |
| Premios Carlos Gardel            | 2020 | Mejor canción / álbum de música urbana - rap | «C14torce II»                                        | Nominada  | [ 54 ]        |
| Premios Carlos Gardel            | 2020 | Mejor canción / álbum de música urbana - rap | «Tumbando el club (remix)»                           | Nominada  | [ 54 ]        |
| Premios Carlos Gardel            | 2020 | Mejor colaboración urbana                    | «Tumbando el club (remix)»                           | Nominada  | [ 54 ]        |
| Premios Carlos Gardel            | 2021 | Canción del año                              | «Ladrón» (con Lali)                                  | Ganadora  | [ 55 ] [ 56 ] |
| Premios Carlos Gardel            | 2021 | Mejor álbum conceptual                       | Una niña inútil                                      | Nominada  | [ 55 ] [ 56 ] |
| Premios Carlos Gardel            | 2021 | Mejor canción / álbum de música urbana - rap | Una niña inútil                                      | Nominada  | [ 55 ] [ 56 ] |
| Premios Carlos Gardel            | 2021 | Mejor diseño de portada                      | Una niña inútil                                      | Nominada  | [ 55 ] [ 56 ] |
| Premios Carlos Gardel            | 2023 | Mejor álbum urbano                           | Nena trampa                                          | Nominada  | [ 57 ]        |
| Premios Carlos Gardel            | 2025 | Mejor canción de pop urbano                  | «La cueva»                                           | Nominada  | [ 58 ]        |
| Premios Cóndor de Plata          | 2022 | Mejor canción original                       | «Sobre mi tumba»                                     | Ganadora  | [ 59 ]        |
| Premios Grammy Latinos           | 2020 | Mejor artista nuevo                          | Cazzu                                                | Nominada  | [ 60 ]        |
| Premios Heat Latin Music         | 2020 | Mejor artista femenina                       | Cazzu                                                | Nominada  | [ 61 ]        |
| Premios Heat Latin Music         | 2020 | Mejor artista región sur                     | Cazzu                                                | Nominada  | [ 61 ]        |
| Premios Heat Latin Music         | 2021 | Mejor artista región sur                     | Cazzu                                                | Nominada  | [ 62 ]        |
| Premios Juventud                 | 2019 | Nuevo en U.S.A., pero conocido en casa       | Cazzu                                                | Nominada  | [ 63 ]        |
| Premios Juventud                 | 2020 | La nueva generación femenina                 | Cazzu                                                | Ganadora  | [ 64 ] [ 65 ] |
| Premios Juventud                 | 2020 | Más trendy                                   | Cazzu                                                | Nominada  | [ 64 ] [ 65 ] |
| Premios Juventud                 | 2021 | Artista de la juventud femenino              | Cazzu                                                | Nominada  | [ 66 ]        |
| Premios Juventud                 | 2021 | Álbum del año                                | Una niña inútil                                      | Nominada  | [ 66 ]        |
| Premios Juventud                 | 2021 | Girl Power                                   | «Animal» (con María Becerra)                         | Nominada  | [ 66 ]        |
| Premios Juventud                 | 2021 | Girl Power                                   | «Las nenas» (con Natti Natasha, Fariana y La Duraca) | Nominada  | [ 66 ]        |
| Premios Juventud                 | 2021 | Social Dance Challenge                       | «Las nenas» (con Natti Natasha, Fariana y La Duraca) | Nominada  | [ 66 ]        |
| Premios Juventud                 | 2022 | Artista femenino - On The Rise               | Cazzu                                                | Nominada  | [ 67 ]        |
| Premios Juventud                 | 2023 | Girl Power                                   | «Brinca» (con Young Miko)                            | Nominada  | [ 68 ]        |
| Premios Juventud                 | 2023 | Mejor álbum urbano femenina                  | Nena trampa                                          | Nominada  | [ 68 ]        |
| Premios Juventud                 | 2023 | Mejor fusión regional mexicana               | «Tú y tú» (con Los Ángeles Azules y Santa Fe Klan)   | Nominada  | [ 68 ]        |
| Premios Juventud                 | 2023 | Juntos encienden mis redes                   | Cazzu                                                | Nominada  | [ 68 ]        |
| Premios Konex                    | 2025 | Urbano                                       | Cazzu                                                | Ganadora  | [ 69 ]        |
| Premios Lo Nuestro               | 2020 | Artista revelación femenino                  | Cazzu                                                | Nominada  | [ 70 ]        |
| Premios Lo Nuestro               | 2021 | Artista femenino del año urbano              | Cazzu                                                | Nominada  | [ 71 ]        |
| Premios Lo Nuestro               | 2021 | Canción del año urbano trap                  | «Bounce»                                             | Nominada  | [ 71 ]        |
| Premios Lo Nuestro               | 2022 | Artista revelación femenino                  | Cazzu                                                | Nominada  | [ 72 ]        |
| Premios Lo Nuestro               | 2022 | Colaboración del año urbano                  | «Dimen dónde» (con Justin Quiles)                    | Nominada  | [ 72 ]        |
| Premios Lo Nuestro               | 2024 | Canción del año - Música mexicana            | «Tú y tú» (con Los Ángeles Azules y Santa Fe Klan)   | Nominada  | [ 73 ]        |
| Premios Martín Fierro de la Moda | 2019 | Mejor estilo cantante femenino               | Cazzu                                                | Nominada  | [ 74 ]        |
| Premios Martín Fierro de la Moda | 2023 | Artista musical con mejor estilo             | Cazzu                                                | Nominada  | [ 75 ]        |
| Premios Martín Fierro Digital    | 2018 | Mejor producción musical                     | Cazzu                                                | Nominada  | [ 76 ]        |
| Premios Martín Fierro Digital    | 2019 | Mejor artista musical                        | Cazzu                                                | Nominada  | [ 77 ]        |
| Premios MTV Miaw                 | 2019 | Artista viral                                | Cazzu                                                | Nominada  | [ 78 ]        |
| Premios MTV Miaw                 | 2021 | Artista + ido Argentina                      | Cazzu                                                | Nominada  | [ 79 ]        |
| Premios MTV Miaw                 | 2021 | Music Ship del año                           | «Las nenas» (con Natti Natasha, Fariana y La Duraca) | Nominada  | [ 79 ]        |
| Premios MTV Miaw                 | 2023 | Couple Goals                                 | Cazzu                                                | Nominada  | [ 80 ]        |
| Premios Núcleo Urbano            | 2019 | Mejor artista trap femenina                  | Cazzu                                                | Ganadora  | [ 81 ]        |
| Premios Quiero                   | 2018 | Mejor video urbano                           | «Loca» (con Khea y Duki)                             | Ganadora  | [ 82 ]        |
| Premios Quiero                   | 2019 | Mejor video trap                             | «Nave»                                               | Nominada  | [ 83 ]        |
| Premios Quiero                   | 2021 | Mejor video rap / trap / hip hop             | «Turra» (con Alan Gómez)                             | Nominada  | [ 84 ]        |
| Premios Quiero                   | 2023 | Mejor video rap / trap / hip hop             | «Glock» (con La Joaqui)                              | Nominada  | [ 85 ]        |
| Premios Rolling Stone en Español | 2023 | Voz de la audiencia                          | Cazzu                                                | Nominada  | [ 86 ]        |
| Premios Tu Música Urbano         | 2020 | Top New Generation femenino                  | Cazzu                                                | Nominada  | [ 87 ]        |
| Premios Tu Música Urbano         | 2020 | Álbum del año femenino                       | Error 93                                             | Nominada  | [ 87 ]        |
| Premios Tu Música Urbano         | 2023 | Top artista femenino                         | Cazzu                                                | Nominada  | [ 88 ]        |
| Premios Tu Música Urbano         | 2023 | Álbum del año femenino                       | Nena trampa                                          | Nominada  | [ 88 ]        |
| Premios Tu Música Urbano         | 2025 | Rising Star femenino                         | Cazzu                                                | Ganadora  | [ 89 ] [ 90 ] |
| Premios Tu Música Urbano         | 2025 | Canción tropical                             | «Con otra»                                           | Nominada  | [ 89 ] [ 90 ] |
| Spotify Awards                   | 2020 | Artista más escuchado en consolas            | Cazzu                                                | Nominada  | [ 91 ]        |